# Milnerton
Milnerton est un faubourg situé dans la banlieue nord-ouest de la ville du Cap en  Afrique du Sud.

## Étymologie
Milnerton fut établie en 1902 sur le domaine foncier de la ferme nommée Jan Biesjes Kraal et baptisée en hommage à Sir Alfred Milner, gouverneur de la colonie du Cap entre 1897 et 1901.

## Localisation
Au bord de l'océan atlantique, Milnerton est situé à 11 km au nord de la ville du Cap et est limitrophe de Blouberg.

## Quartiers
Milnerton comprend 27 quartiers : Bothasig, Brooklyn, Century City, Edgemead, Joe Slovo Park, Lagoon Beach, Marconi Beam, Metro Industrial Township, Milnerton Golf Course, Milnerton Ridge, Milnerton SP, Milnerton Tank Farm, Montague Gardens, Monte Vista, North Camp Wingfield, Paarden Eiland, Phoenix, Plattekloof Glen, Rietvlei Nature Area, Rugby, Sanddrift, Summer Greens, Sunset Beach, Sunsetlinks, Tijgerhof, Woodbridge Island et Ysterplaat Airbase.

## Démographie
Milnerton compte plus de 95 630 résidents, principalement issus de la communauté blanche (47,75 %). 
Les noirs, population majoritaire en Afrique du Sud, et les coloureds, majoritaires dans la province du Cap-Occidental, représentent respectivement 29,90 % et 17,33 % des habitants.
La langue maternelle dominante au sein de la population est l'anglais sud-africain (55,55 %) suivi de l'afrikaans (18,02 %) et du xhosa (14,02 %).

## Historique
En 1897, la société immobilière Milnerton Estates Limited (baptisée en l'honneur du nouveau gouverneur de la colonie du Cap) était fondée. Elle allait acheter la ferme de Jan Biesjes Kraal pour y construire un lotissement qui prit le nom de Milnerton.

## Administration

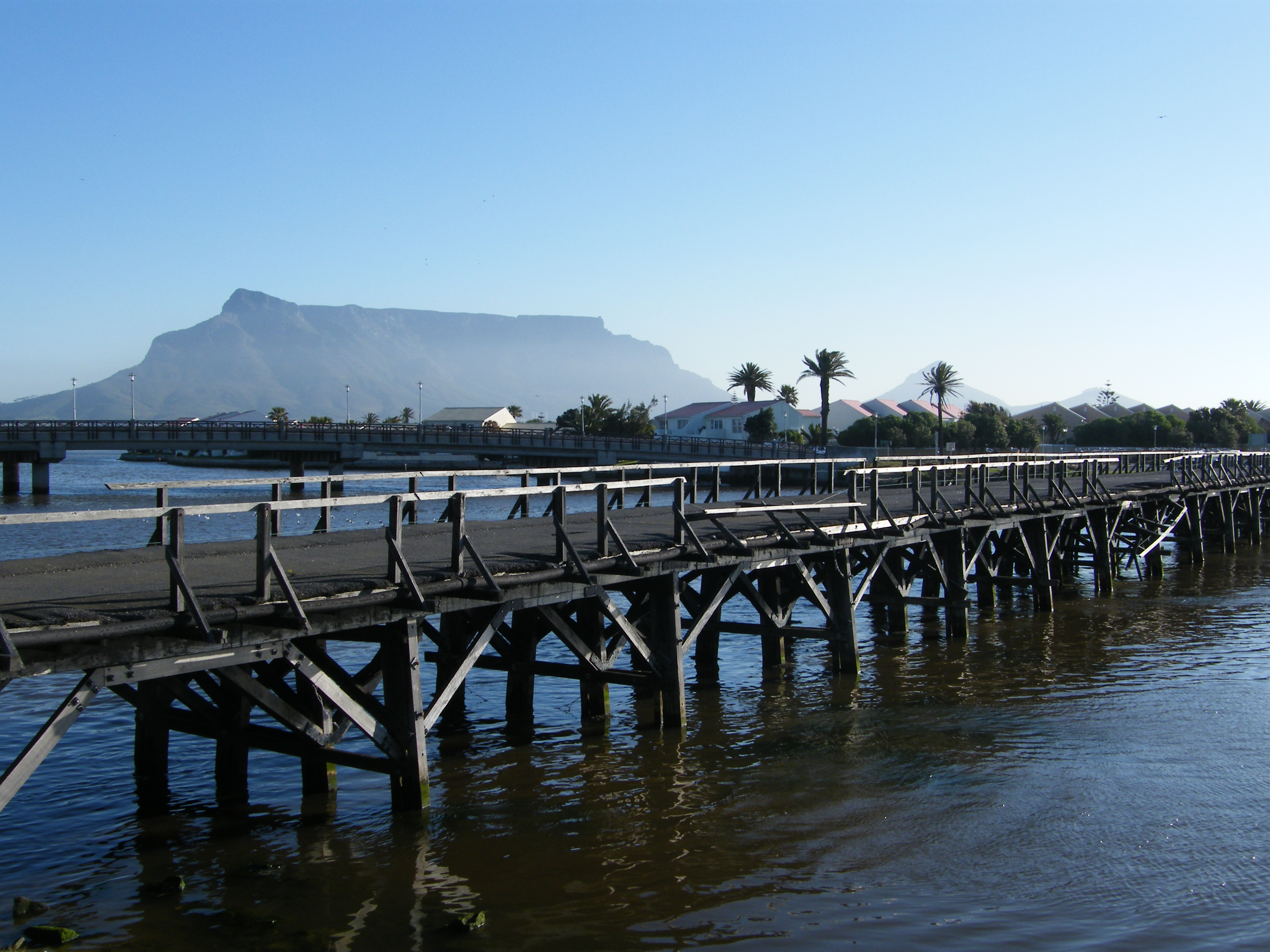
Vieux pont de bois de Milnerton

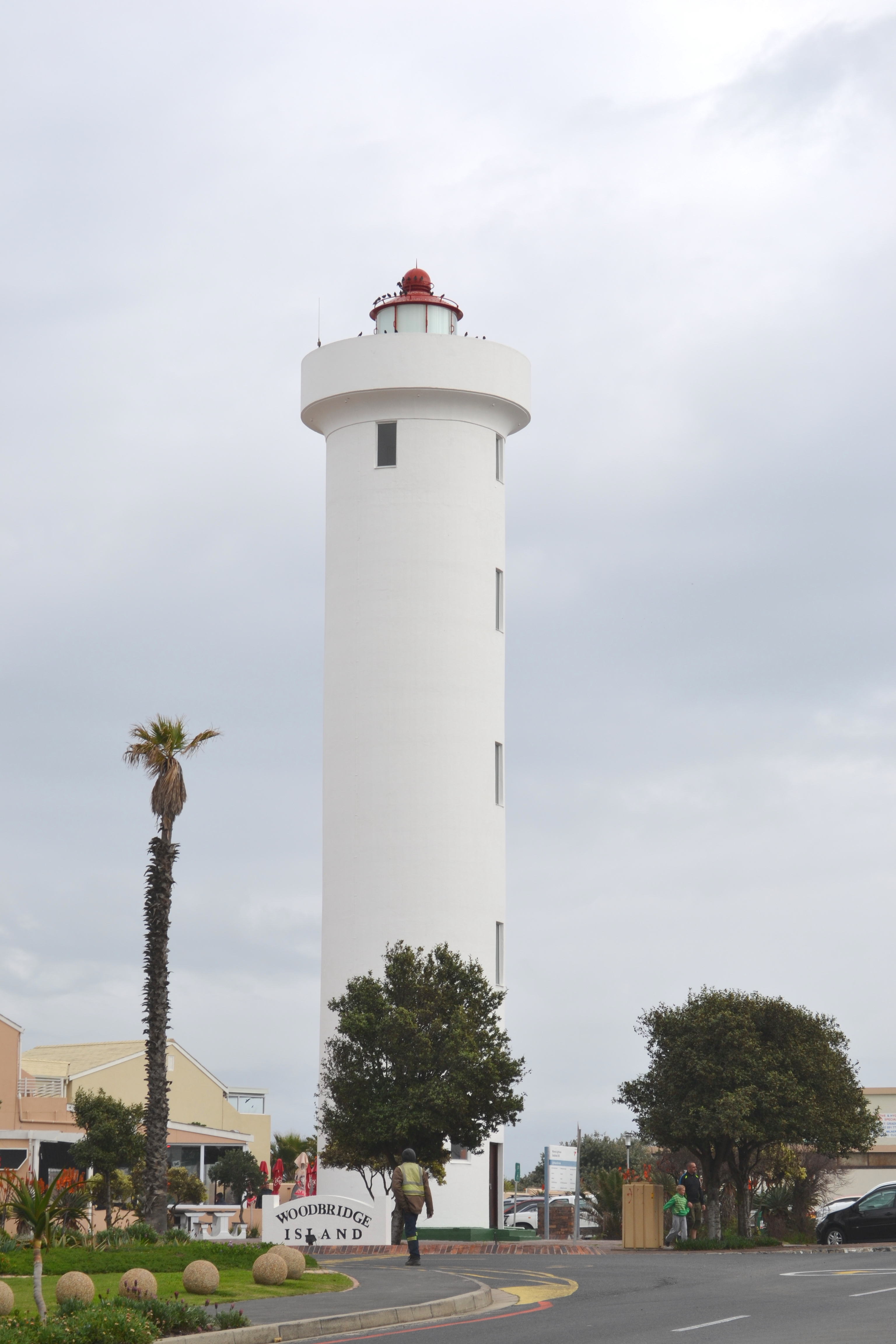
Le phare (1960) sur l'ile de Woodbridge

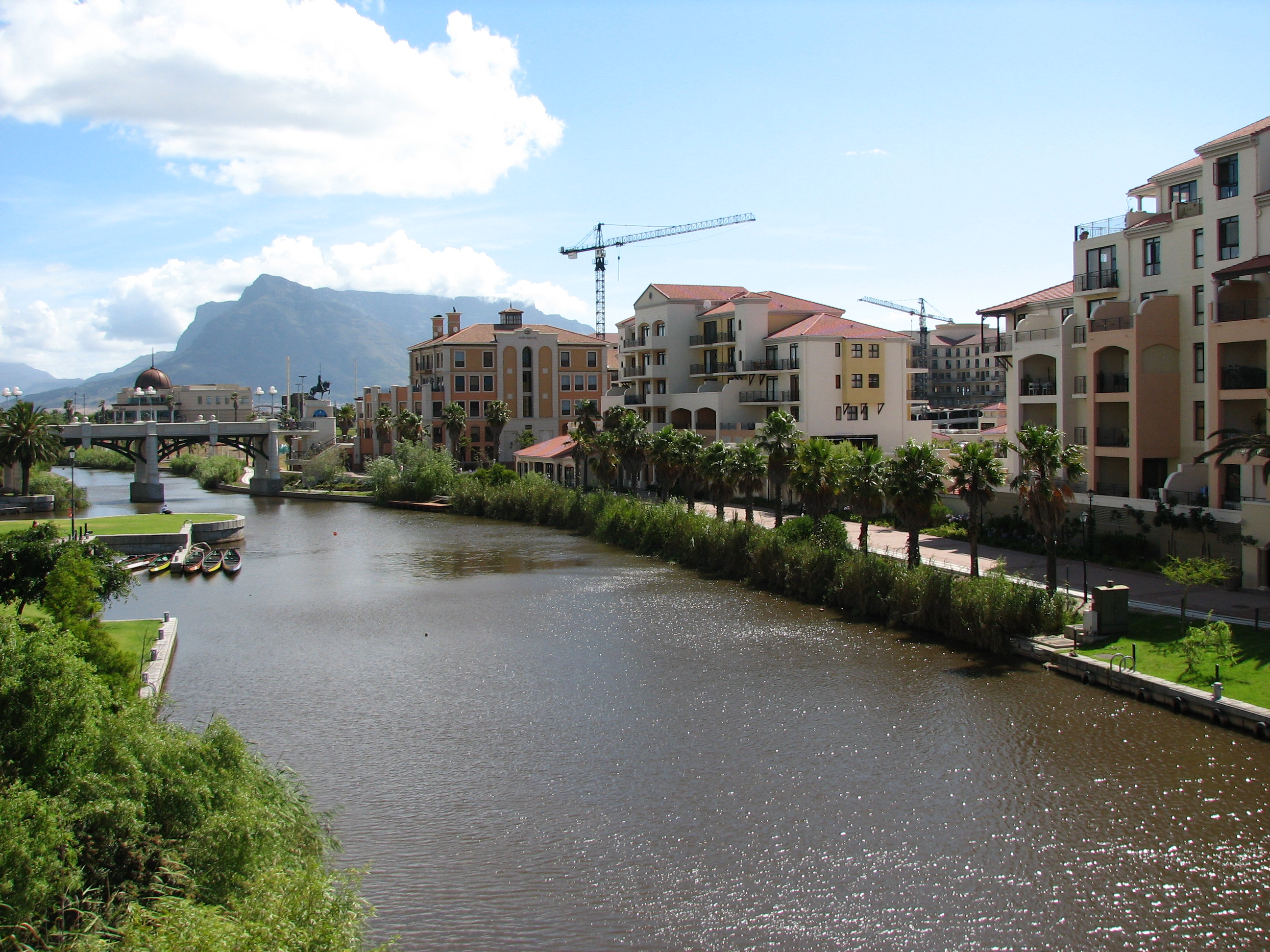
Century City

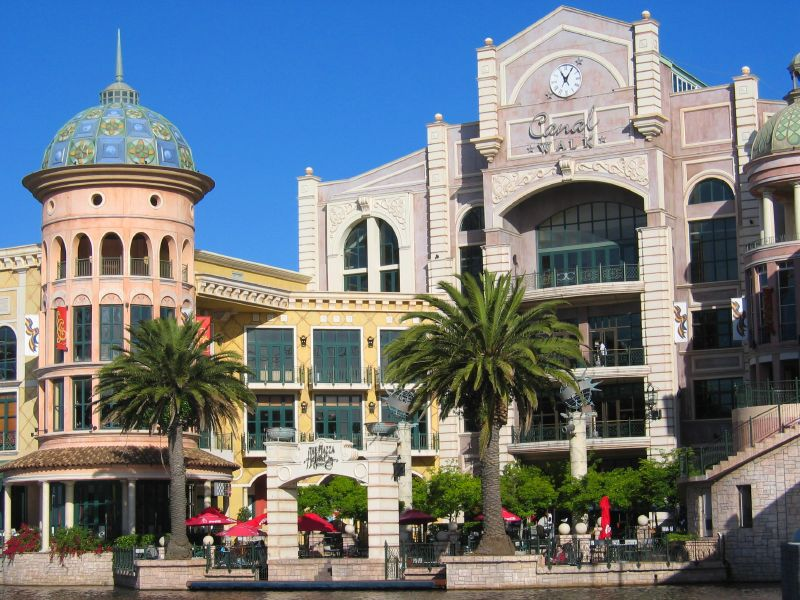
Le centre commercial de Canal Walk dans Century City

La municipalité de Milnerton a été créée en 1955.
En 1996, elle a été dissoute et Milnerton incorporée à la municipalité de Blaauwberg.
En 2000, la municipalité de Blaauwberg s'est fondue dans la nouvelle métropole du Cap.

## Circonscriptions électorales
La localité de Milnerton se situe dans les 1er, 3e et 15e arrondissement du Cap et se partage entre 3 circonscriptions municipales  :
- la circonscription 4 (Cape Farms District B - Century City au sud-est de Bosmansdam Road, Ocean spirit Avenue et Ratanga Road, au nord-est de Sable Road, au nord ouest de la N1, au sud-ouest de Summer Greens - Killarney Gardens - Milnerton - Montague Gardens - Potsdam - Summer Greens - Tableview) dont le conseiller municipal est Joy McCarthy (DA)
- la circonscription 55 (Brooklyn - Century City Residential, - Marconi Beam de Printers Park à Koeberg Road) - Milnerton Coastal Development - Milnerton South de Begonia à Boundary - Paarden Eiland - RUGBY - Salt River à l'ouest de Victoria - Sanddrift - Tygerhof - Waterfront - Woodstock à l'ouest de Victoria - Ysterplaat) dont le conseiller municipal est Bernadette Le Roux (DA).
- la circonscription municipale no 5 (Bothasig - Montague - Edgemead au sud de Bosmansdam Road, ouest de Giel Basson Drive, nord-ouest de Montague Avenue et est de la route N7). Son conseiller municipal est James Vos (DA)[3].

## Tourisme

### Le lagon de Milnerton
Une des caractéristiques les plus identifiables de Milnerton est son lagon bordé de palmiers.

### Woodbridge Island
Deux ponts permettent de rejoindre l'île de Woodbridge depuis la partie continentale de Milnerton. Le pont en bois est classé au patrimoine national. 
Un pont plus récent permet aux voitures de traverser et de rejoindre l'île.
L'île est également réputée pour son phare.

### Plage de Milnerton
La plage de Milnerton est bien connu pour sa vue sur la Montagne de la Table et est un spot de surf populaire. L'eau est généralement froide en raison du courant de Benguela qui coule le long du rivage de l'Ouest de l'Afrique.
La plage est gérée par le Milnerton Surf Club de sauvetage, qui aident à prévenir les noyades sur la plage et les environs.

### Les réserves naturelles
Milnerton est l'emplacement de deux réserves naturelles qui sont détenus et gérés par la métropole du Cap.

### Century City
Century City est un quartier de 250 ha comprenant des résidences, des immeubles de bureaux, des commerces et un parc à thème (le Ratanga Junction). Développé à partir de 1997 et situé le long de l'autoroute N1, il comprend notamment le centre commercial de Canal Walk (ouvert en 2000), construit autour d'un canal. Ce centre commercial, le 3e plus grand d'Afrique après celui de Gateway Theatre of Shopping (Durban) et Sandton City (Sandton), constitue le cœur de Century City.
Selon le recensement de 2011, Century City compte 4 239 résidents dont 49,66 % de blancs, 19,96 % d'indo-asiatiques, 15,92 % de noirs et 10,12 % de coloureds.

## Sports
Milnerton comporte sur son territoire un circuit automobile, le Killarney International Raceway. Il accueille notamment le championnat du monde de rallycross FIA.